# Milan Chalupník
Milan Chalupník (18. prosince 1935 – 1. srpna 2018) byl český silniční motocyklový závodník, a také majitel MCH HONDA. Narodil se v Proseči, ale celý život žil v Kunraticích u Prahy. Byl velkým přítelem Františka Šťastného. Po ukončení své závodní kariéry založil firmu MCH HONDA DEALER ve Strašnicích. Ve stáří se věnoval veteránům, které ho provázely celý život.

## Závodní kariéra
V místrovství Československa startoval v letech 1960–1972. Nejlépe skončil na 3. místě do 250 cm³ i do 350 cm³ v roce 1964.

## Úspěchy
- Mistrovství Československa silničních motocyklů
  - 1961 do 250 cm³ – 8. místo
  - 1961 do 350 cm³ – 14. místo
  - 1962 do 250 cm³ – 20. místo
  - 1962 do 350 cm³ – 5. místo
  - 1963 do 250 cm³ – 6. místo
  - 1963 do 350 cm³ – 5. místo
  - 1964 do 250 cm³ – 3. místo
  - 1964 do 350 cm³ – 3. místo
  - 1966 do 250 cm³ – 8. místo
  - 1966 do 350 cm³ – 6. místo
  - 1967 do 250 cm³ – 6. místo
  - 1967 do 350 cm³ – 8. místo
  - 1968 do 250 cm³ – 11. místo
  - 1968 do 350 cm³ – 12. místo
  - 1969 do 250 cm³ – 16. místo
  - 1969 do 350 cm³ – 12. místo
  - 1970 do 250 cm³ – 26. místo
  - 1970 do 250 cm³ – 24. místo
  - 1971 do 250 cm³ – 21. místo
  - 1971 do 350 cm³ – 25. místo
  - 1972 do 350 cm³ – 21. místo
- 300 ZGH
  - 1963 3. místo do 250 cm³
  - 1963 2. místo do 350 cm³
  - 1964 3. místo do 350 cm³